# Raven Software
Raven Software es una empresa desarrolladora de videojuegos con sede en Middleton, Wisconsin. La empresa fue fundada en 1990 por los hermanos Brian y Steve Raffel. En 1997, Raven hizo un acuerdo de exclusividad de publicación con Activision y fue posteriormente adquirida por ellos.
Raven tiene toda una historia de trabajo en conjunto con id Software: luego de usar los motores de id para muchos de sus videojuegos, se hicieron cargo del desarrollo de la serie Quake con Quake 4 y actualmente están trabajando en un juego de la famosa serie de id, Wolfenstein. Tradicionalmente desarrollaban videojuegos solamente para PC, sin embargo recientemente han ampliado su ámbito al desarrollo de videojuegos de videoconsola.

## Videojuegos desarrollados
| Año  | Videojuego                                                                         | Plataforma(s)                                                               |
| ---- | ---------------------------------------------------------------------------------- | --------------------------------------------------------------------------- |
| 1992 | Black Crypt                                                                        | Amiga, Windows (Demo, OpenGL Demo)                                          |
| 1993 | ShadowCaster                                                                       | DOS, PC-98                                                                  |
| 1994 | CyClones                                                                           | DOS                                                                         |
| 1994 | Heretic                                                                            | Mac OS (? - Non Official), MS-DOS                                           |
| 1995 | Hexen                                                                              | Mac OS, MS-DOS, Nintendo 64, PlayStation, Sega Saturn, Windows              |
| 1996 | Hexen: Deathkings of the Dark Citadel                                              | Mac OS, MS-DOS, Microsoft Windows                                           |
| 1996 | Heretic: Shadow of the Serpent Riders                                              | Microsoft Windows (? - Non Official), MS-DOS                                |
| 1996 | Necrodome                                                                          | Microsoft Windows, (PlayStation cancelled)                                  |
| 1997 | Hexen II                                                                           | Mac OS, Microsoft Windows                                                   |
| 1997 | Take No Prisoners                                                                  | Microsoft Windows                                                           |
| 1997 | MageSlayer                                                                         | Microsoft Windows                                                           |
| 1998 | Hexen II Mission Pack: Portal of Praevus                                           | Microsoft Windows                                                           |
| 1998 | Heretic II                                                                         | AmigaOS, Mac OS, Mac OS X, Microsoft Windows, Linux                         |
| 2000 | Soldier of Fortune                                                                 | Dreamcast, Linux, Microsoft Windows, PlayStation 2                          |
| 2000 | Star Trek: Voyager - Elite Force                                                   | Mac OS, Microsoft Windows, PlayStation 2                                    |
| 2001 | Star Trek: Voyager - Elite Force: Virtual Voyager                                  | Microsoft Windows                                                           |
| 2002 | Star Wars Jedi Knight II: Jedi Outcast                                             | Mac OS X, Microsoft Windows                                                 |
| 2002 | Soldier of Fortune II: Double Helix                                                | Mac OS X, Microsoft Windows                                                 |
| 2003 | Star Wars Jedi Knight: Jedi Academy                                                | Mac OS X, Microsoft Windows                                                 |
| 2004 | X-Men Legends                                                                      | GameCube, PlayStation 2, Xbox                                               |
| 2005 | X-Men Legends II: Rise of Apocalypse                                               | GameCube, PlayStation 2, Xbox, Windows                                      |
| 2005 | Quake 4                                                                            | Linux, Mac OS X, Microsoft Windows, Xbox 360                                |
| 2006 | Marvel: Ultimate Alliance                                                          | PlayStation 2, PlayStation 3, Xbox, Xbox 360, Windows                       |
| 2009 | X-Men Origins: Wolverine                                                           | Microsoft Windows, PlayStation 3, Xbox 360                                  |
| 2009 | Wolfenstein                                                                        | Microsoft Windows, PlayStation 3, Xbox 360                                  |
| 2009 | James Bond 007: Risico (Cancelado)                                                 | PlayStation 3, Xbox 360                                                     |
| 2010 | Singularity                                                                        | Microsoft Windows, PlayStation 3, Xbox 360                                  |
| 2010 | Call of Duty: Black Ops (Interfaz de los DLC)                                      | Microsoft Windows, PlayStation 3, Wii, Xbox 360                             |
| 2011 | Call of Duty: Modern Warfare 3 (Un solo jugador y Multijugador)                    | Microsoft Windows, PlayStation 3, Wii, Xbox 360                             |
| 2012 | Call of Duty: Black Ops II (Desarrollo adicional)                                  | Microsoft Windows, PlayStation 3, Wii U, Xbox 360                           |
| 2013 | Call of Duty: Ghosts (Un solo jugador y Multijugador)                              | Microsoft Windows, PlayStation 3, PlayStation 4, Wii U, Xbox 360, Xbox One  |
| 2014 | Call of Duty Online                                                                | Microsoft Windows                                                           |
| 2014 | Call of Duty: Advanced Warfare (Multijugador y Exo Zombies)                        | Microsoft Windows, PlayStation 3, PlayStation 4, Xbox 360, Xbox One         |
| 2015 | Call of Duty: Black Ops III (Asistencia en el mapa de Redwood)                     | Microsoft Windows, PlayStation 4, Xbox One                                  |
| 2016 | Call of Duty: Modern Warfare Remastered                                            | Microsoft Windows, PlayStation 4, Xbox One                                  |
| 2017 | Call of Duty: WWII (Asistencia a la desarrolladora Sledgehammer Games)             | Microsoft Windows, PlayStation 4, Xbox One                                  |
| 2018 | Call of Duty: Black Ops 4 (Asistencia a la desarrolladora Treyarch)                | Microsoft Windows, PlayStation 4, Xbox One                                  |
| 2019 | Call of Duty: Modern Warfare (2019) (Asistencia a la desarrolladora Infinity Ward) | Microsoft Windows, PlayStation 4, Xbox One                                  |
| 2020 | Call of Duty: Black Ops Cold War (codesarrollado con Treyarch)                     | Microsoft Windows, PlayStation 4, Xbox One, PlayStation 5, Xbox Series X\|S |